# 미쓰자와카미초역
미쓰자와카미초역(일본어: 三ツ沢上町駅)은 일본 가나가와현 요코하마시 가나가와구에 있는 철도역이다.

## 타는 곳
상대식 승강장 2면 2선의 지하역 형태이다.
| 1 | ■ 블루 라인 | 요코하마・간나이・가미오오카・도쓰카・쇼난다이 방면 |
| 2 | ■ 블루 라인 | 신요코하마・센터 미나미・아자미노 방면              |

## 이용 현황
- 1일 평균 승차 인원
  - 2008년 7,164명
  - 2009년 7,164명
  - 2010년 7,134명
  - 2011년 7,281명

## 역세권 정보
- 국도 제1호선
- 요코하마 국립 대학 도키와다이 캠퍼스
- 미쓰자와 공원
- 가나가와 스포츠 센터
- 요코하마 시립 시민병원

## 역사
- 1985년 3월 14일: 영업 개시.
- 2007년 4월 28일: 스크린도어 사용 개시.

## 인접역
| 요코하마 시 교통국 ■ 지하철 3호선(블루 라인) | 요코하마 시 교통국 ■ 지하철 3호선(블루 라인) | 요코하마 시 교통국 ■ 지하철 3호선(블루 라인) |
| -------------------------------------------- | -------------------------------------------- | -------------------------------------------- |
| B21 미쓰자와시모초 쇼난다이 방면             |                                              | 가타쿠라초 B23 아자미노 방면                 |